# Hermann I. (Cilli)

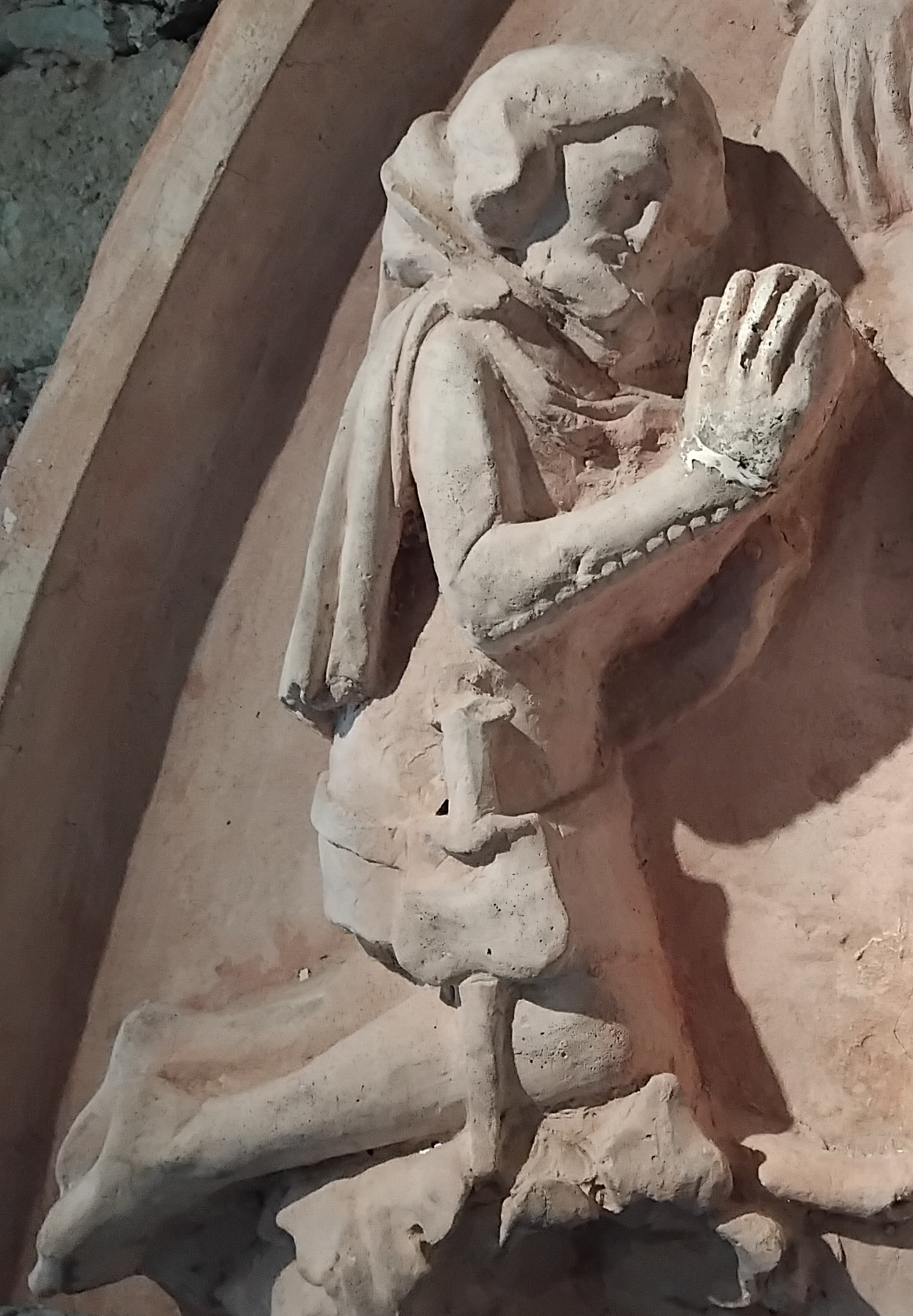
Herrmann I. von Cilli

Hermann I. (* 1332/34; † 21. März 1385) war Graf von Cilli. Er war Oberhaupt des Hauses Cilli zwischen 1359 und 1385.

## Leben
Hermann war der Sohn Friedrichs von Sanneck (* um 1300; † 1359) und ab 1341 ersten Grafen von Cilli, und seiner Frau Diemut von Walsee († 1353/57), Tochter von Ulrich I. von Walsee († 1329). 
Er war Oberhaupt des Hauses Cilli zwischen 1359 und 1385. Im ersten Jahrzehnt regierte er gemeinsam mit seinem älteren Bruder Ulrich I., der ein wichtiger Söldnerführer seiner Zeit war. Nach Ulrichs Tod übernahm Hermann die Vormundschaft für seinen Neffen Wilhelm und regierte de facto als Familienoberhaupt. Unter seiner Herrschaft begann das Haus Cilli, seinen Einfluss vom heutigen Slowenien und Südkärnten nach Mitteleuropa und auf den Balkan auszudehnen. Zusammen mit seinem Sohn Hermann II. und seinem Neffen Wilhelm nahm Hermann 1377 im Gefolge von Herzog Albrecht III. von Österreich am Kreuzzug gegen die Samogiten teil. 
Durch die Heirat mit der bosnischen Prinzessin Katharina, deren genaue Abstammung umstritten ist, wurde Hermann zum Schwager entweder des ungarischen und polnischen Königs Ludwig des Großen oder des bosnischen Königs Stephan Tvrtko I.
Zum Zeitpunkt seines Todes war Hermann I. der größte Grundbesitzer auf dem Gebiet des heutigen Slowenien, wo seine Besitztümer die seiner habsburgischen Lehnsherren deutlich übertrafen. Sein Sohn Hermann II. baute den Reichtum und Einfluss der Familie weiter aus. 

## Nachkommen
Er war verheiratet mit Katharina Kotromanić/Tvartko (* um 1336; † um 1396), Söhne waren
1. Hans (* um 1363; † 1372), ⚭ Margaretha von Pfannberg
2. Hermann II. (* um 1365; † 1435), Ban von Kroatien und Dalmatien, ⚭ Gräfin Anna († vor 1396), Tochter von Heinrich VII. von Schaunberg